# Hitelmoratórium Magyarországon
A hiteltörlesztési moratórium (köznapi nyelven hitelmoratórium) olyan kormányzati intézkedés, amely lehetővé teszi az adósoknak, hogy eldöntsék, meghatározott időszakban az őket adósként terhelő lakossági hitelek részleteit tovább fizetik-e a bankoknak. A hitelmoratórium igénybevétele tehát az adós döntésétől függ, senki nem kötelezhető arra, hogy igénybe vegye.

## Története
Magyarországon a hitelmoratórium a 47/2020. (III. 18.) Korm. rendelet alapján 2020. március 19-én lépett hatályba.  A feltételekről a Magyar Nemzeti Bank adott ki tájékoztatót.
A hitelmoratórium nem jelent hitelelengedést. A bankok átütemezik a hitelfizetési kötelezettségét azoknak az adósoknak, akik élni kívánnak a moratórium által nyújtott lehetőségekkel. 
Az Index megbízásából a KutatóCentrum online felmérést készített arról, hogyan viszonyulnak a 18–64 év közötti gazdaságilag aktív online népesség tagjai a  hitelmoratóriumhoz.
A felmérés alapján a KutatóCentrum arra a következtetésre jutott, hogy az adósok egytizede várhatóan nehéz helyzetbe jut majd a hitelmoratórium megszűnése után. 
A 2021. júliusában elindított nemzeti konzultáció  egyik kérdése is a hitelmoratóriumra vonatkozott. 
A hitelmoratórium ideje eredetileg 2020. március 19-től 2020. december 31-ig tartott. Ezután a hitelmoratórium automatikusan meghosszabbodott 2021. október 31-ig. Fontos korlátozás, hogy a hitelmoratórium csak a 2020. március 18-ig folyósított hitelekre vonatkozik, a hitelmoratórium rendelet utáni kölcsönre nem lehet érvényesíteni.
Ezután 2021. november 1-től 2022. június 30-ig kizárólag a rászorulók vehették továbbra is igénybe a hiteltörlesztési moratóriumot. (A tapasztalat szerint a hitelmoratóriumot  igénybe vevők főként nyugdíjasok, gyermeket várók, nevelők, közfoglalkoztatottak és olyan magánszemélyek – főleg családosok – voltak, akiknek az előző évhez képest csökkent a jövedelmük. A vállalkozások esetében azok élhetnek a lehetőséggel, amelyek árbevétele legalább 25 százalékkal esett vissza az előző évhez képest.
2022. augusztusra hitelmoratórium  1 %-át, a lakossági hiteleknek pedig 3%-át érintette. 
2022. decemberében bejelentették, hogy a hitelmoratóriumot a kormány 2023-ban már nem tartja fenn. Az adósokat a bevezetett kamatstop továbbra is védi. 